# Собрейра-Формоза
Собрейра-Формоза (порт. Sobreira Formosa)  —  населённый пункт и район в Португалии,  входит в округ Каштелу-Бранку. Является составной частью муниципалитета  Проенса-а-Нова. По старому административному делению входил в провинцию Бейра-Байша. Входит в экономико-статистический  субрегион Пиньял-Интериор-Сул, который входит в Центральный регион. Население составляет 2116 человек на 2001 год. Занимает площадь 85,01 км².
Покровителем района считается Иаков Зеведеев (порт. São Tiago Maior).

## Галерея

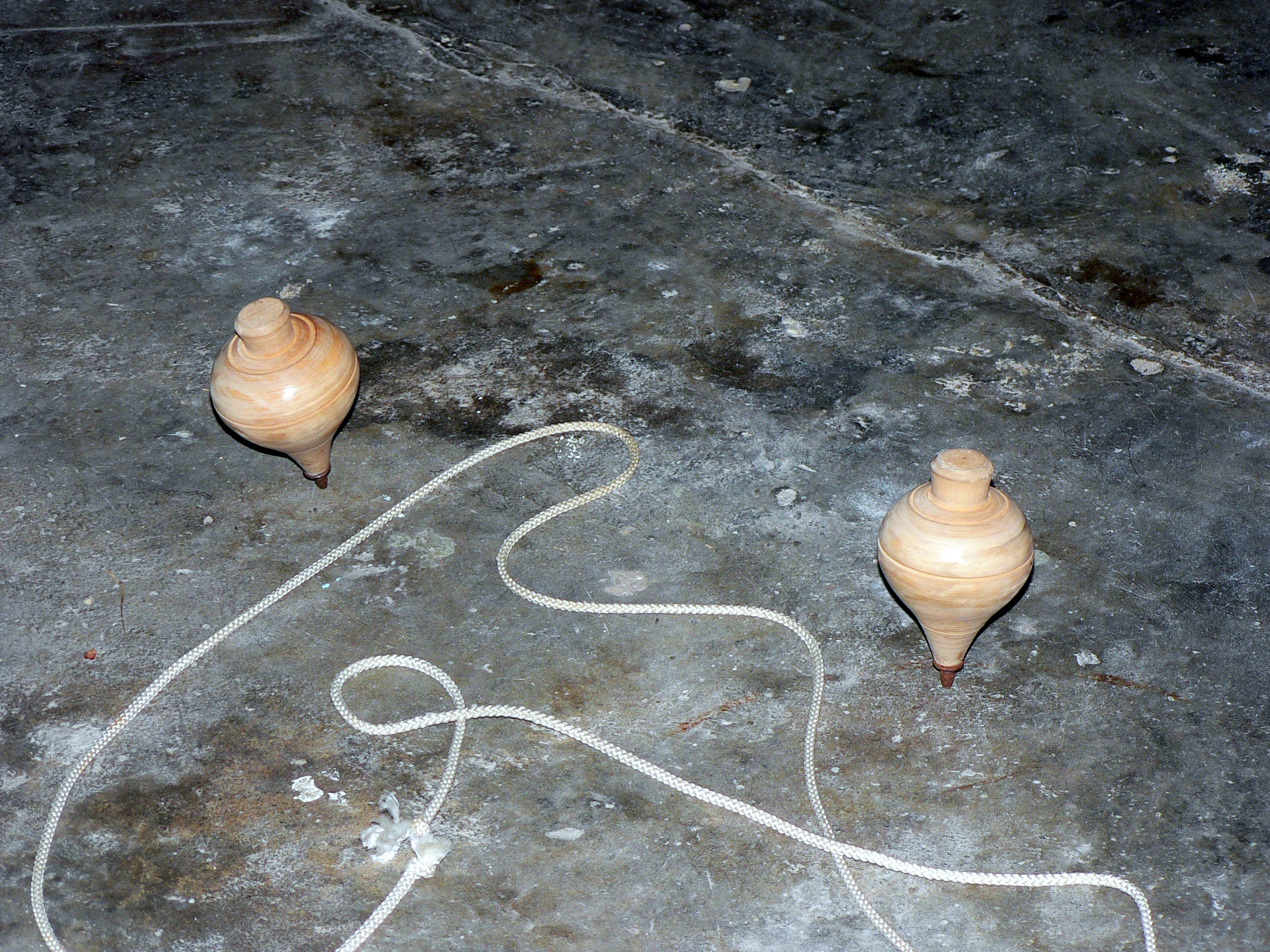
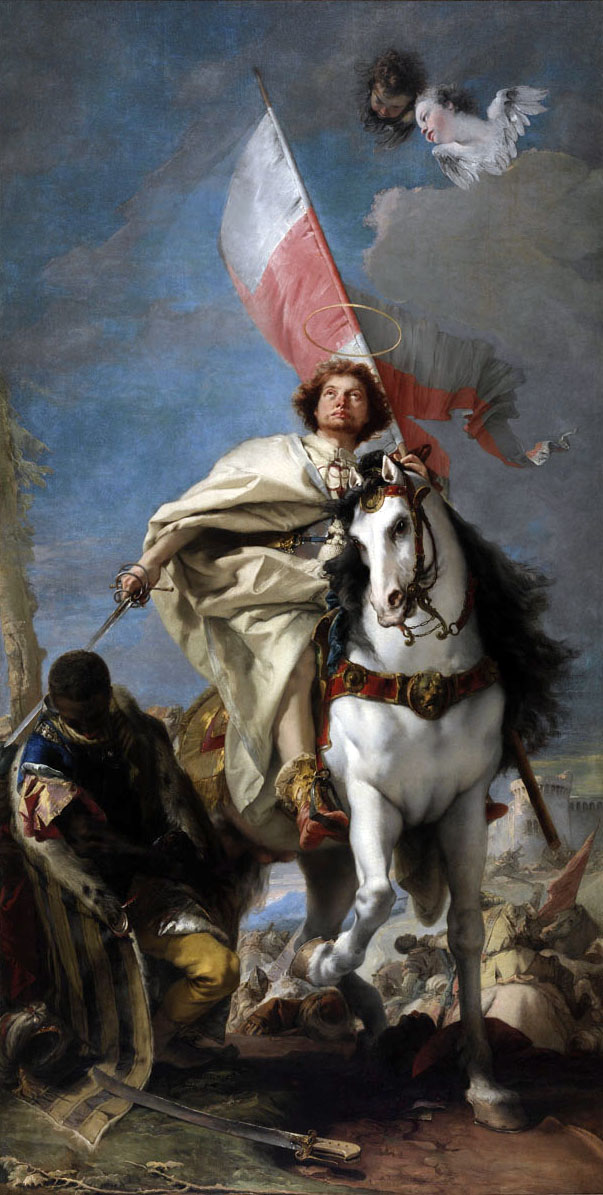
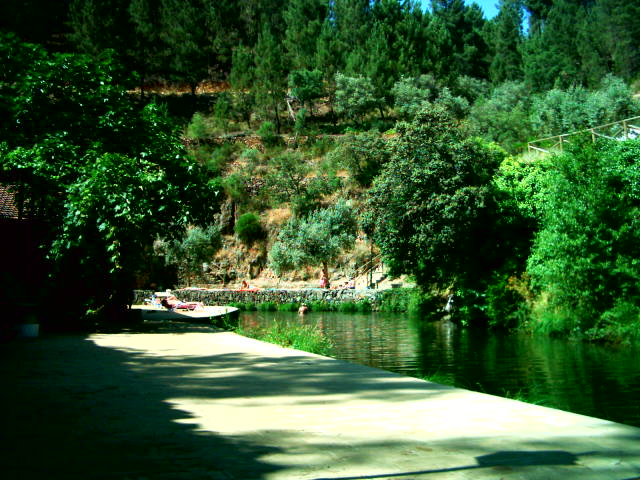

## История
Район основан в 1222 году